# Повсталий з пекла 4: Кровна спорідненість
«Повсталий з пекла 4: Кровна спорідненість» (англ. Hellraiser: Bloodline) — американський фільм жахів 1996 року.
У майбутньому доктор Мерчант отримує змогу назавжди подолати демонів сенобітів і припинити їхні злочини. Для цього він захоплює контроль над космічною станцією, де розповідає історію сенобітів і боротьбу його предків з демонами.

## Сюжет
У 2127 році на космічній станції «Мінос» її творець доктор Мерчант за допомогою робота відкриває шкатулку Лемаршана. На станцію десантуються спецпризначенці та заарештовують Мерчанта. Розслідування показує, що той розпустив екіпаж і захопив контроль над станцією. Коммандос Ріммер допитує вченого і той розповідає що спонукало його до цих дій.
Його предок, ювелір Філіп Лемаршан, в XVIII столітті створює шкатулку-головоломку за замовленням герцога-окультиста де Л'Іля. Герцог заманює до свого палацу самотню жінку, якій його слуга Жак ламає шию. Герцог виконує зі шкатулкою ритуал, яким відкриває вхід до пекла і вселяє в тіло жертви диявола, щоб той виконував його бажання. Він називає одержиму жертву Анжелікою. Ставши свідком ритуалу, Лемаршан створює шкатулку, призначену закрити вхід до пекла. Але він не володіє необхідними для цього дзеркалами, тому вирішує викрасти свою першу шкатулку. В палаці він виявляє де Л'Іля мертвим і незабаром зазнає нападу демона. Перед смертю Лемаршан просить свою вагітну дружину врятувати дитину. Їхні нащадки намагаються створити головоломку і їх переслідують сни про демонів.
У 1996 році Анжеліка дізнається про нащадка Лемаршана, архітектора Джона Мерчанта, який живе в Нью-Йорку. За його проектом нову офісну будівлю було оформлено як шкатулку-головоломку. Анжеліка знаходить замуровану в колоні шкатулку та прикликає з її допомогою Пінхеда.
Коли двоє охоронців-братів оглядають будівлю, на них нападають Пінхед і Анжеліка. Брати благають Пінхеда не розлучати їх, і перетворює на зрощених воєдино сенобітів. Пінхед захоплює дружину та сину Джона і змушує його перетворити будівлю на величезну браму до пекла. Мерчант створює з неї головоломку для закриття брами до пекла, але вона не діє довго. Пінхед зрубує йому голову, проте дружина і син рятуються, виганяючи Пінхеда й Анжеліку в пекло.
У 2127 році доктор Мерчант викликає на станції Пінхеда та ув'язнює його. Допит переривається, коли боєць Паркер випадково звільняє сенобітів. Вони вбивають кількох бійців, Мерчант переконує Ріммер тікати зі станції. Пінхед бачить Землю і каже Мерчанту, що зараз уб'є його, перервавши його рід і більш ніхто не створить головоломку, здатну закрити прохід до пекла. Та це виявляється голограма, а справжній Мерчант відлітає зі станції на шаттлі. Станція виявляється головоломкою, що складається в подобу шкатулки. Світло лазерів, відбиваючись від її граней, закриває шлях із пекла. Пінхед, спостерігаючи за цим, згорає, а станція вибухає.

## У ролях
- Брюс Ремсей — доктор Мерчант
- Валентіна Варгас — Анжеліка
- Даг Бредлі — Пінхед
- Шарлотта Чаттон — Женев'єва ЛеМерчант
- Адам Скотт — Жак
- Кім Маєрс — Боббі Мерчант
- Мікі Коттрелл — Дик де ЛеІсл
- Луі Тюренн — Огюст
- Кортленд Мід — Джек Мерчант
- Луіс Мустілльо — Шарп
- Джоді Ст. Майкл — Звір
- Пол Перрі — Едвардс
- Пет Скіппер — Кардуччі
- Крістін Харнос — Ріммер
- Рен Т. Браун — Паркер
- Том Дуган — Камергер
- Роберт Віздом — гравець сенобіт
- Майкл Поліш — близнюк сенобіт 1
- Марк Поліш — близнюк сенобіт 2
- Джиммі Шулке — охоронець 1
- Девід Шулке — охоронець 2

## Цікаві факти
- Перший режисер Кевін Ягер пішов з фільму через розбіжності з продюсерами, які вимагали, щоб Пінхед з'явився на екрані не наприкінці картини, а в середині, що було на шкоду оригінальної сюжетної лінії. Для завершення роботи запросили Джо Чаппелля, який дозняв фінальні сцени.
- Повсталий з пекла 4 — остання частина саги, яка показувалася в кінотеатрах. Усі наступні серії виходили тільки на відео.
- Фільм пропонували поставити Гільєрмо дель Торо, але він відмовився.
- Оригінальна версія картини, поставлена Кевіном Ягером, містила набагато більше графічних образів, мала більш чіткий сюжет, пояснювала все, що відбувалося у фільмі, і містила епізоди з сенобітами-аристократами в білих напудрених перуках, сцени з демонічними клоунами і цілий великий епізод балу-маскараду. Однак оригінальна версія фільму категорично не сподобалася продюсерам. Найбільше їх не влаштувало те, що Гвоздеголовий Сенобіт, популярний персонаж серіалу, з'являвся лише на 40-й хвилині. Продюсери зажадали, щоб Гвоздеголовий з'явився раніше, — незважаючи на те, що його поява на 40-й хвилині спочатку передбачалося у всіх варіантах сценарію. У результаті з'явилася попередня скорочена і перемонтована версія фільму, зроблена без участі постановника Кевіна Ягера.